# بالا (ممثل هندي)
بالا (بالإنجليزية: Bala)‏ هو منتج أفلام ومؤلف وكاتب سيناريو ومخرج وممثل هندي، ولد في 19 ديسمبر 1982 في تشيناي في الهند.

## وصلات خارجية
- بالا على موقع IMDb (الإنجليزية)
- بالا على موقع قاعدة بيانات الفيلم (الإنجليزية)